# Lista gatunków z rodzaju wierzbownica
Lista gatunków z rodzaju wierzbownica – wykaz gatunków rodzaju roślin należącego do rodziny wiesiołkowatych (Onagraceae Juss.). Według The Plant List w obrębie tego rodzaju rozróżniono 222 gatunki, natomiast kolejnych 168 taksonów ma status gatunków niepewnych.
Wykaz gatunków
- Epilobium aitchisonii P.H.Raven
- Epilobium algidum M.Bieb.

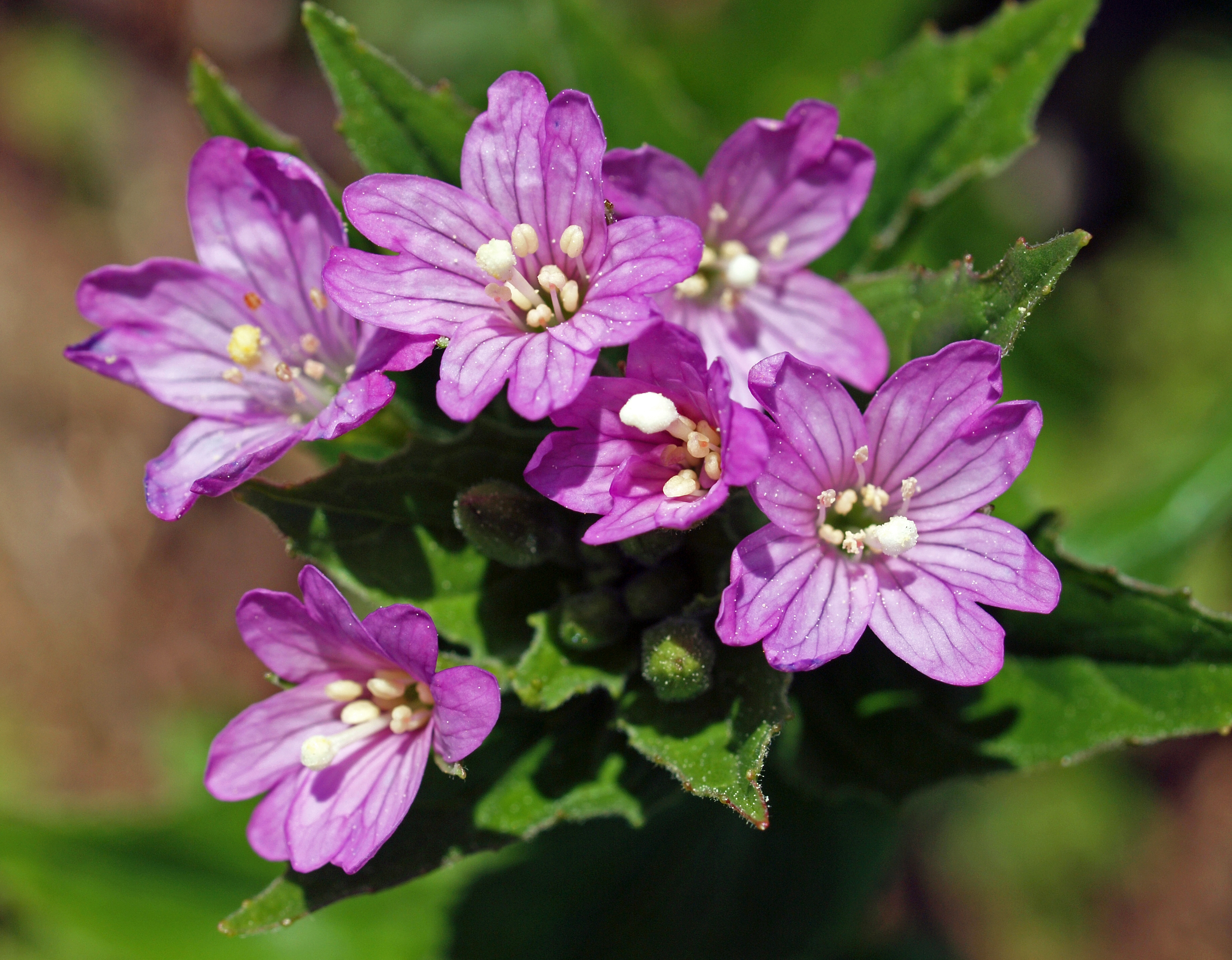
Epilobium alpestre

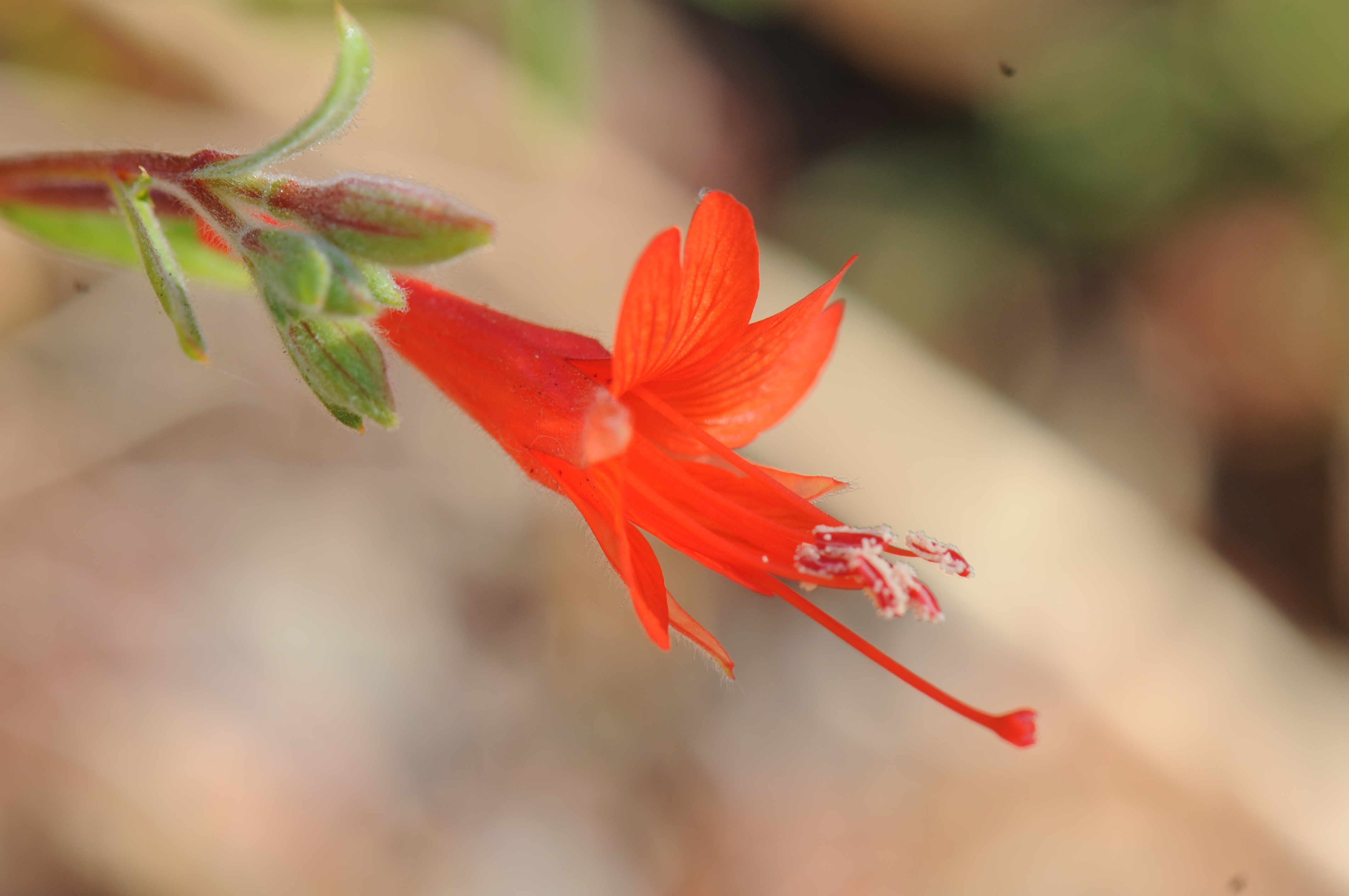
Epilobium canum

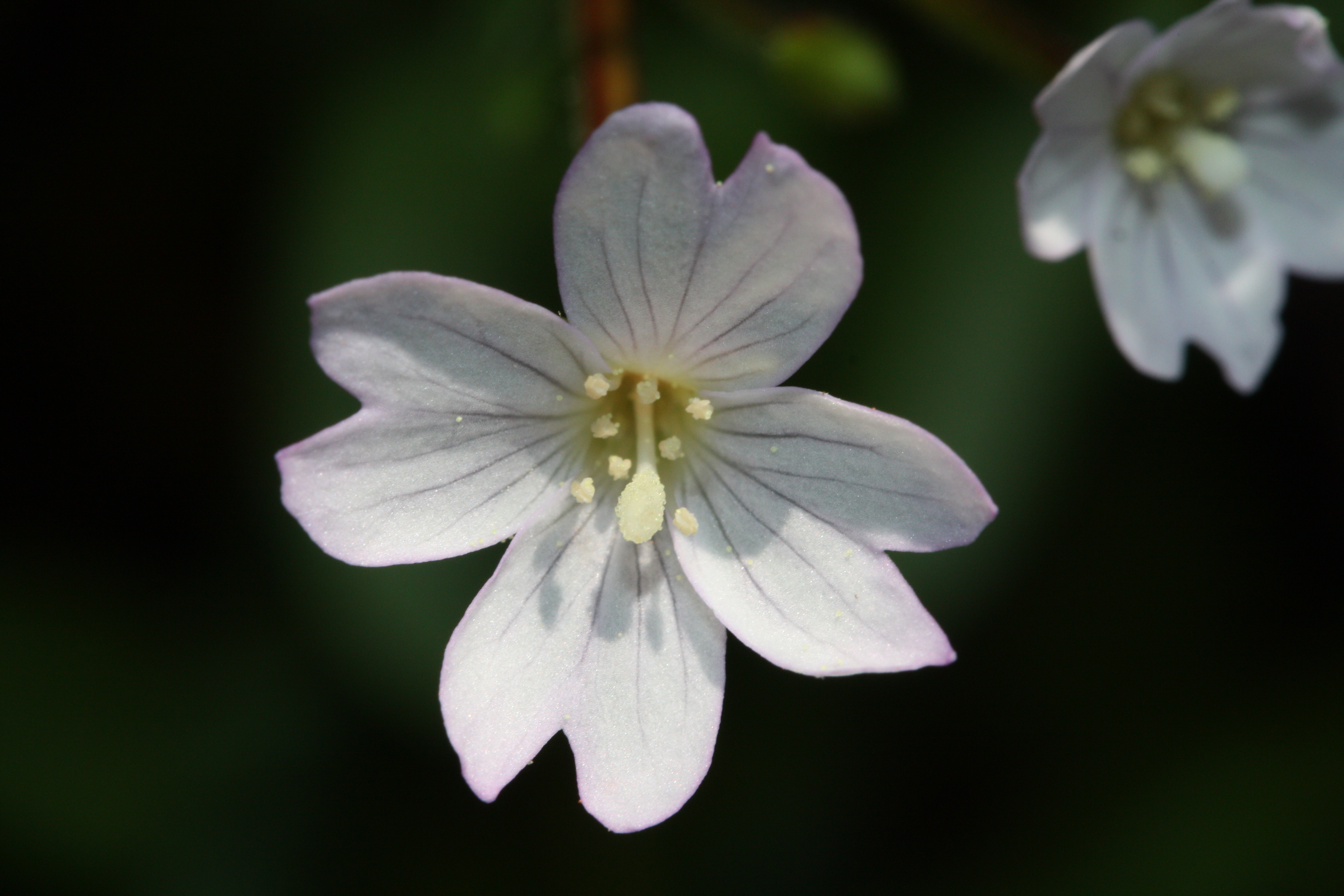
Epilobium clavatum

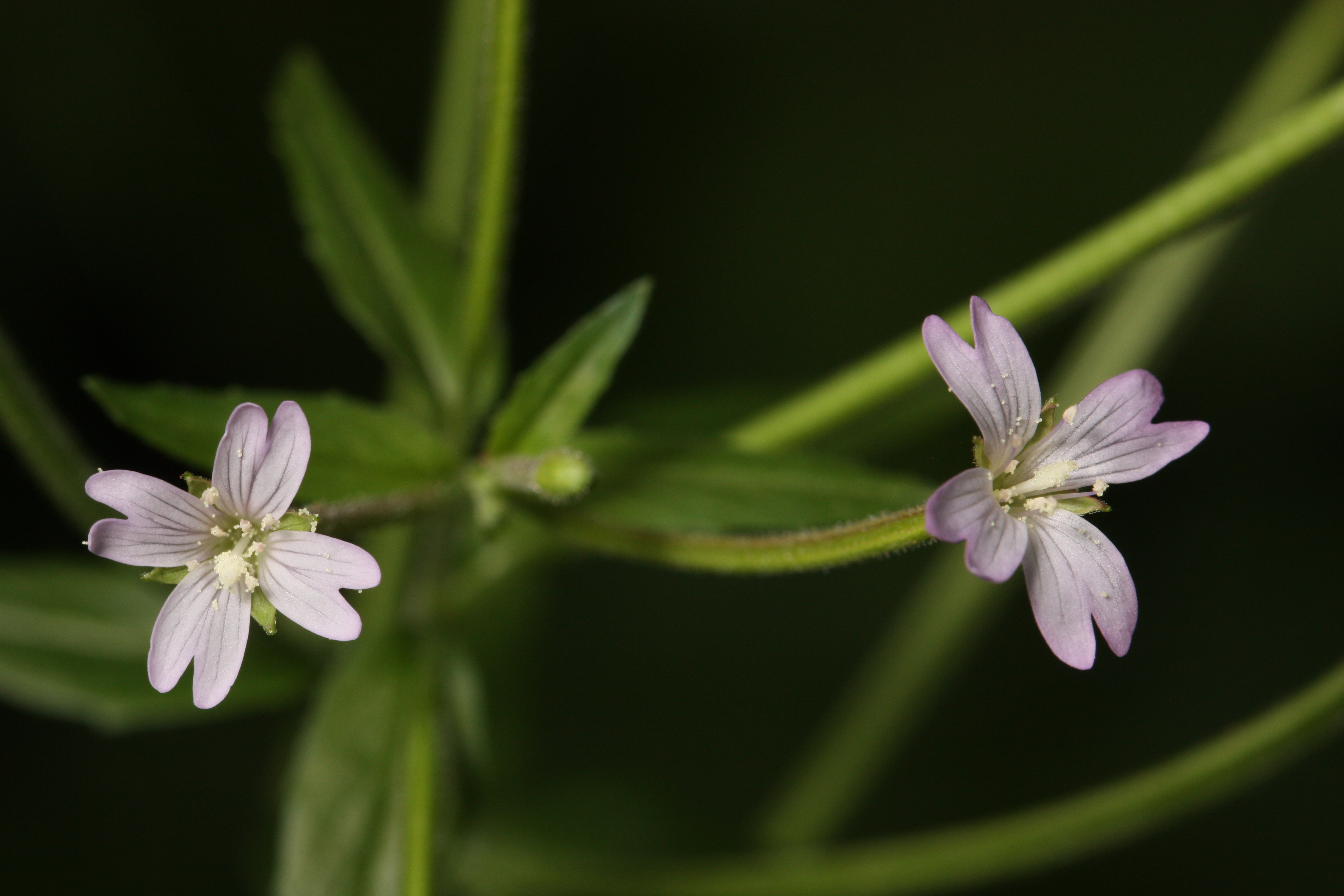
Epilobium glaberrimum

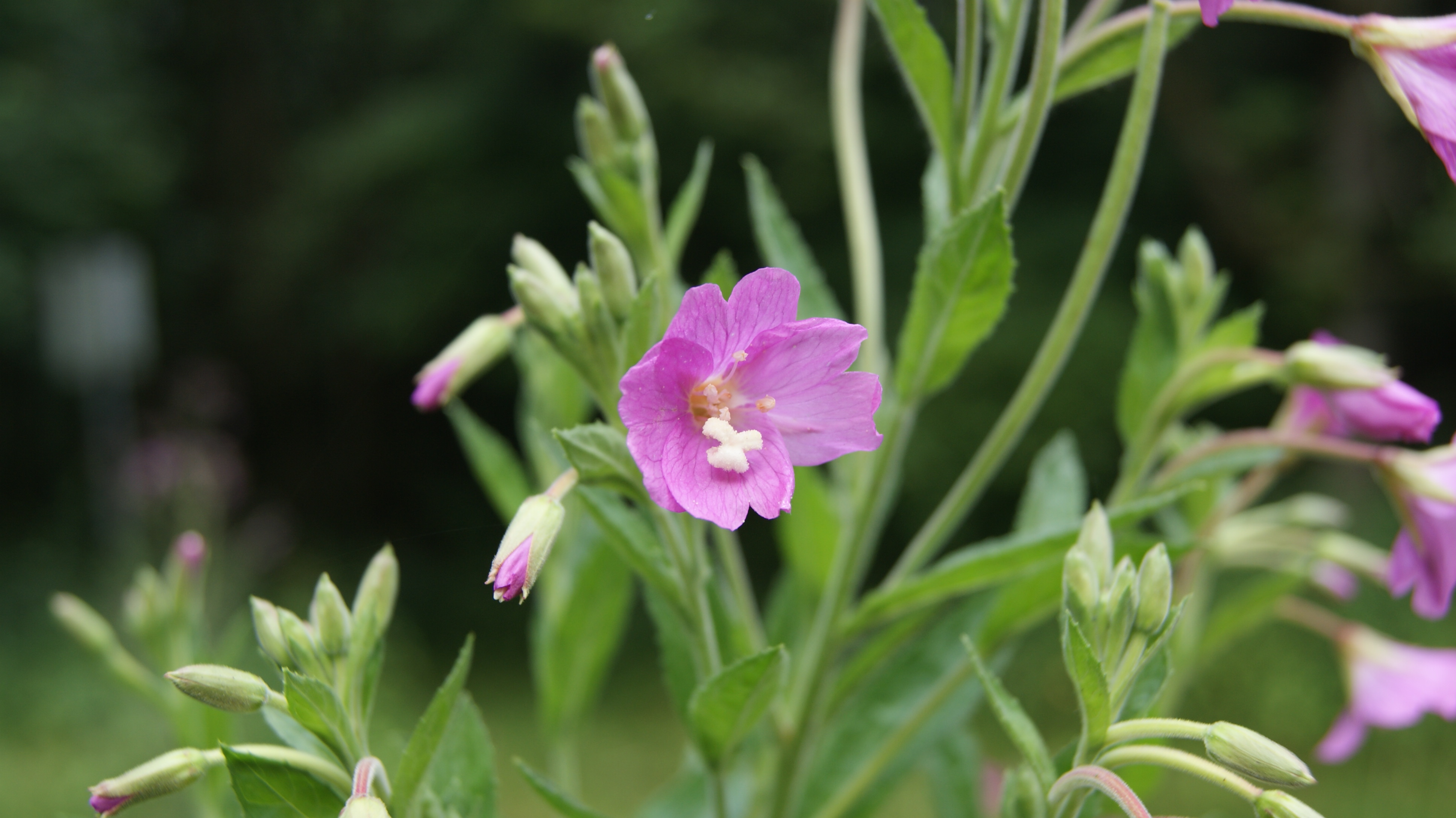
Epilobium hirsutum

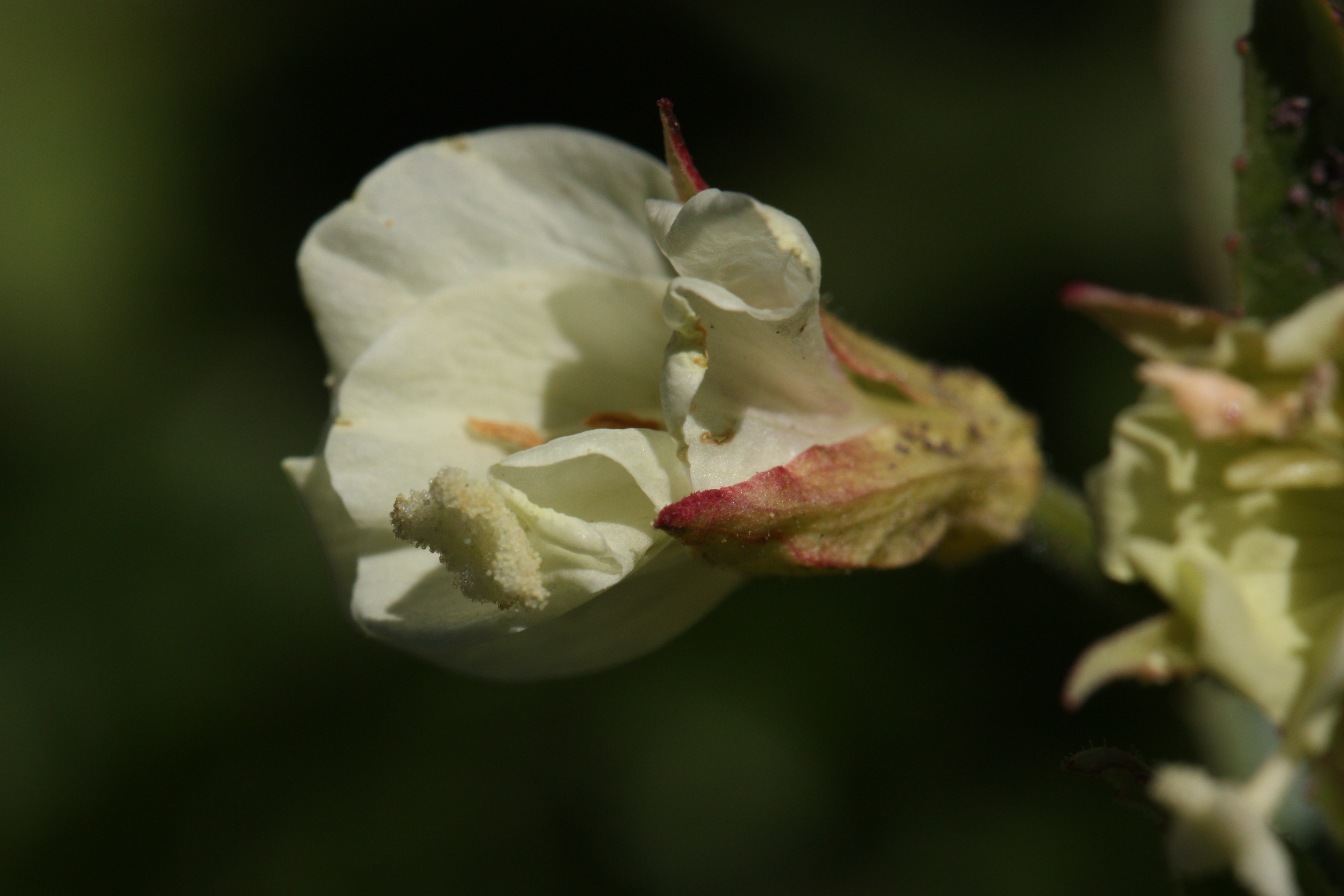
Epilobium luteum

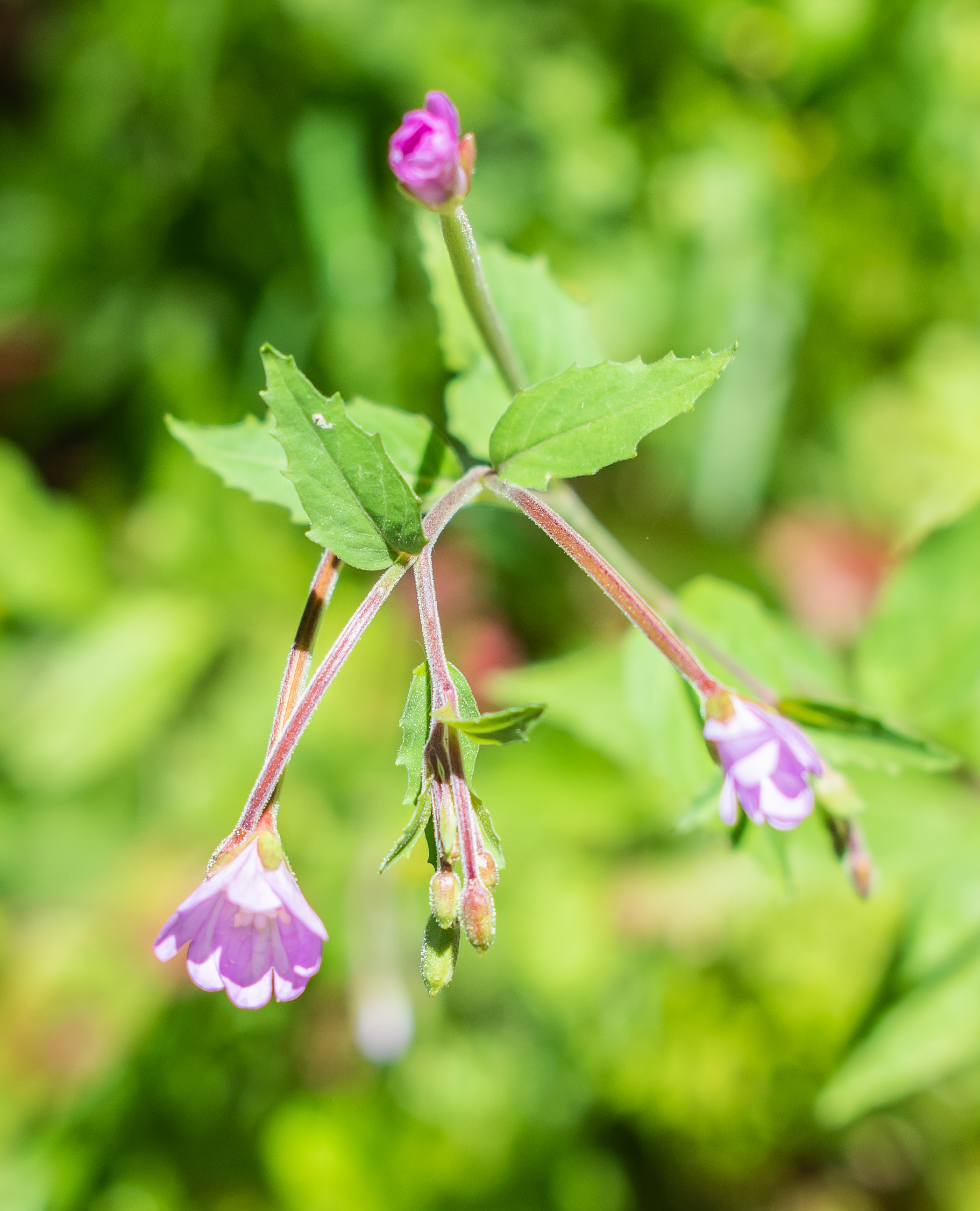
Epilobium montanum

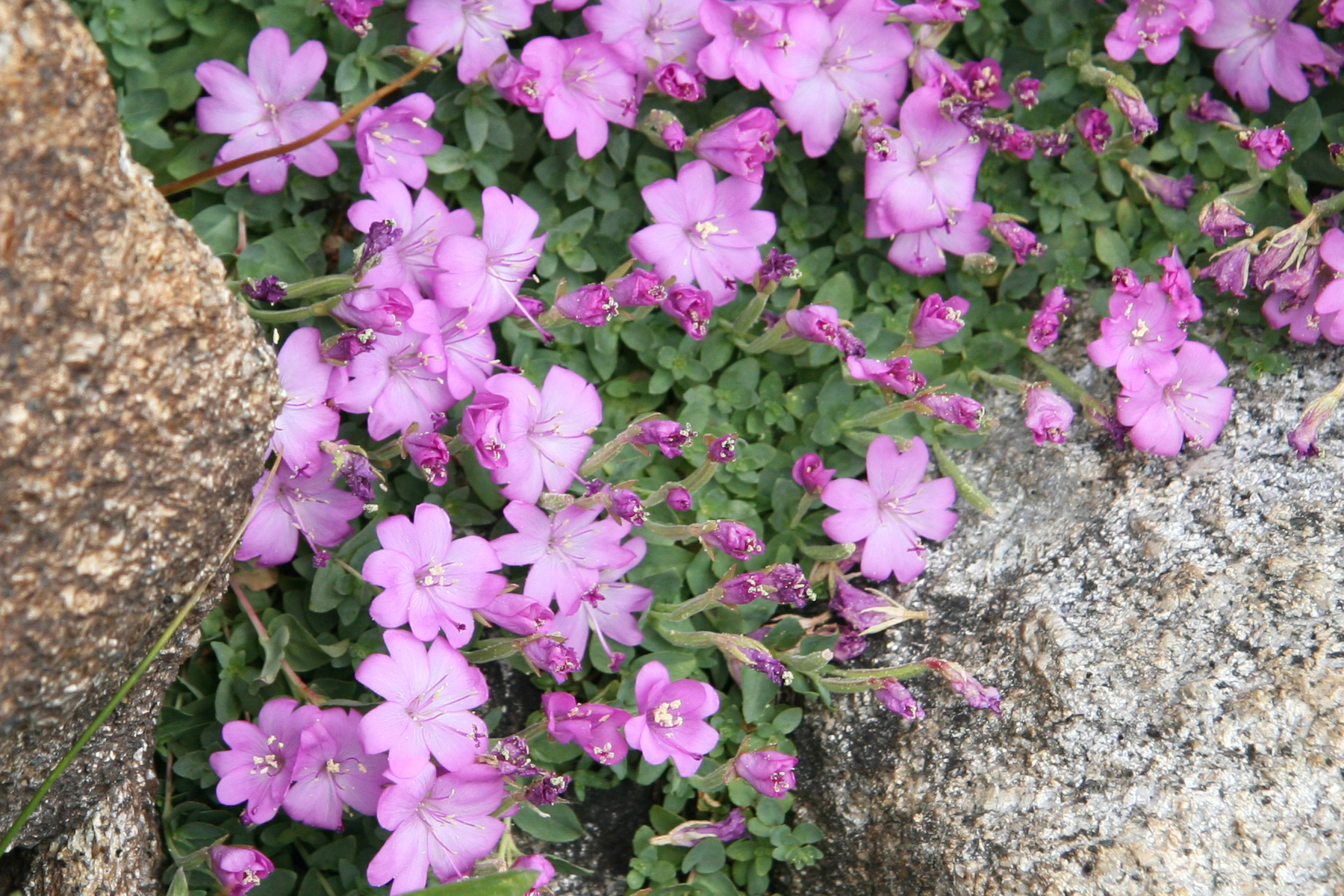
Epilobium obcordatum

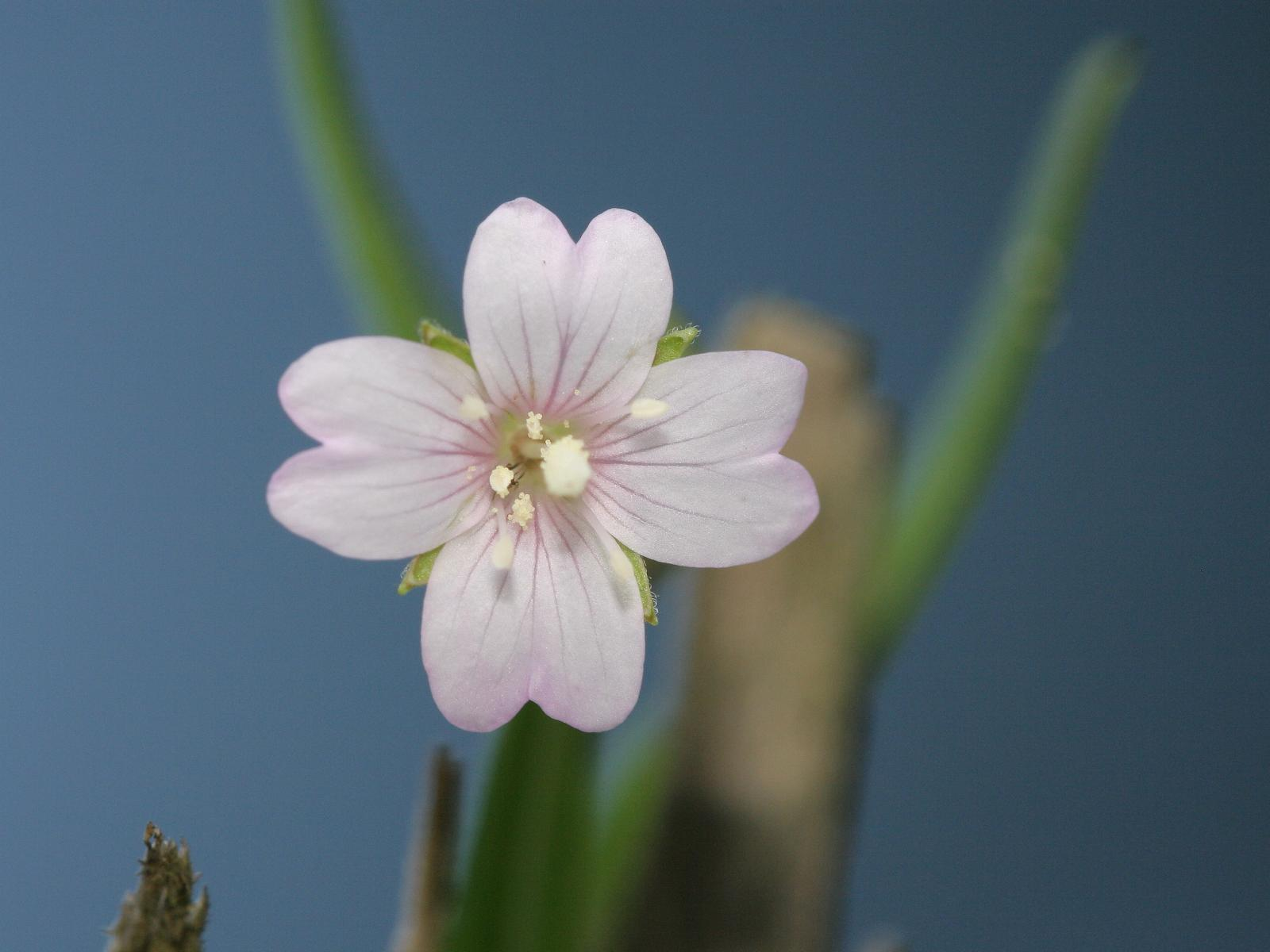
Epilobium palustre

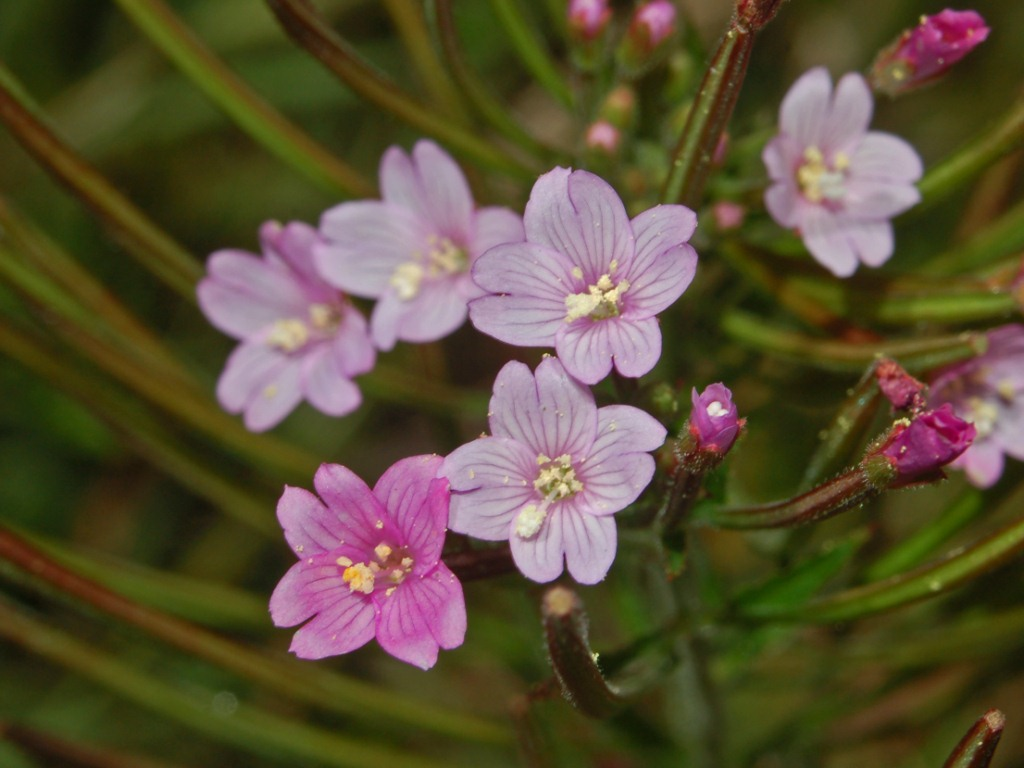
Epilobium parviflorum

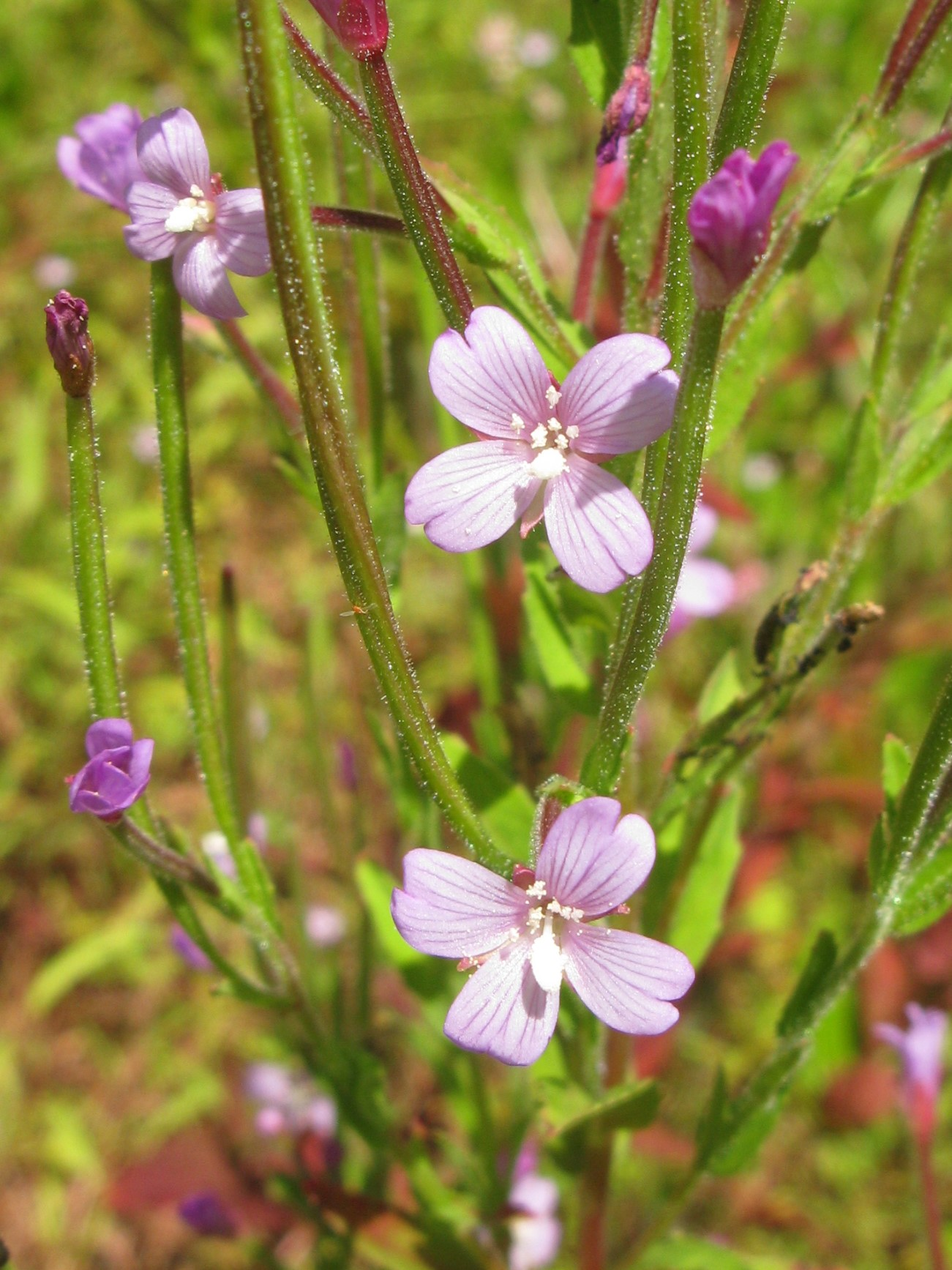
Epilobium pyrricholophum

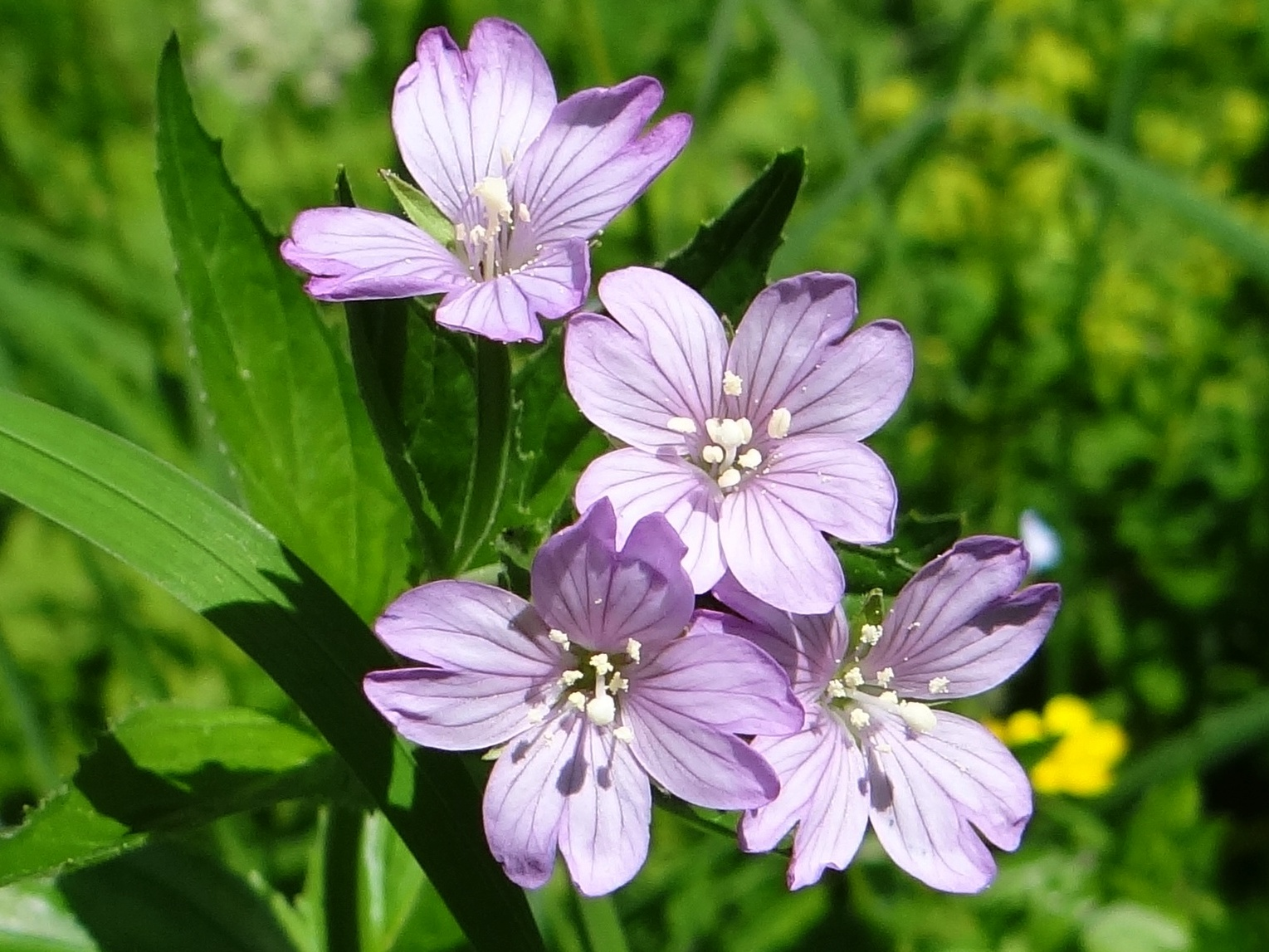
Epilobium roseum

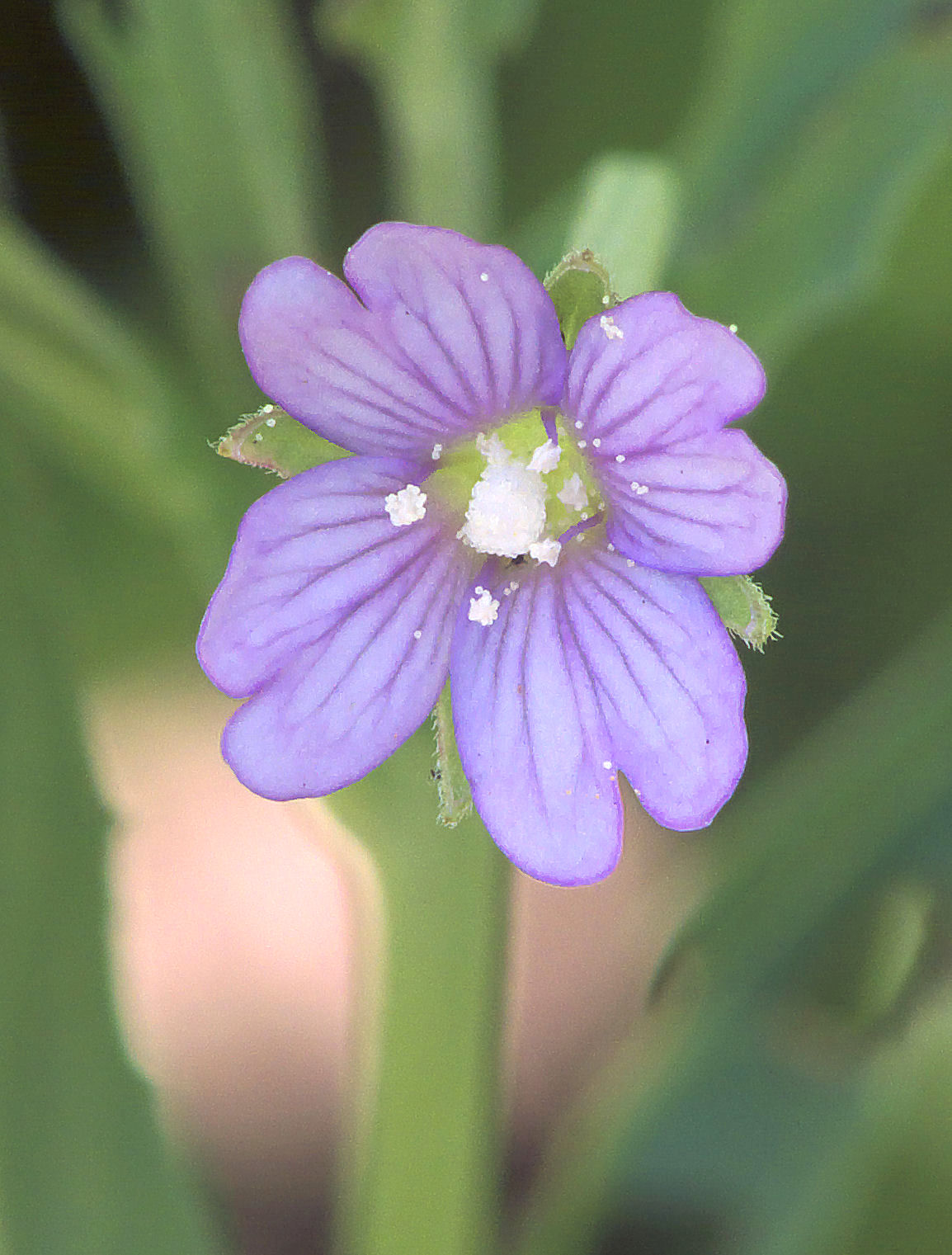
Epilobium tetragonum

- Epilobium alpestre (Jacq.) Krock. – wierzbownica okółkowa
- Epilobium alsinifolium Vill. – wierzbownica mokrzycowa
- Epilobium alsinoides A.Cunn.
- Epilobium amurense Hausskn.
- Epilobium anagallidifolium Lam. – wierzbownica drobnolistna
- Epilobium anatolicum Hausskn.
- Epilobium angustifolium L. – wierzbownica kiprzyca
- Epilobium angustum (Cheeseman) P.H.Raven & Engelhorn
- Epilobium arvernense Rouy & E.G.Camus
- Epilobium astonii (Allan) P.H.Raven & Engelhorn
- Epilobium atlanticum Litard. & Maire
- Epilobium australe Poepp. & Hausskn.
- Epilobium barbeyanum H.Lév.
- Epilobium bergianum A.K.Skvortsov
- Epilobium billardierianum Ser.
- Epilobium blinii H.Lév.
- Epilobium brachycarpum C.Presl
- Epilobium brevifolium D.Don
- Epilobium brevipes Hook.f.
- Epilobium brevisquamatum P.H.Raven
- Epilobium brunnescens (Cockayne) P.H.Raven & Engelhorn
- Epilobium canum (Greene) P.H.Raven
- Epilobium capense Buchinger ex Krauss
- Epilobium chionanthum Hausskn.
- Epilobium chitralense P.H.Raven
- Epilobium chlorifolium Hausskn.
- Epilobium ciliatum Raf. – wierzbownica gruczołowata
- Epilobium clarkeanum Hausskn.
- Epilobium clavatum Trel.
- Epilobium colchicum Albov
- Epilobium collinum C.C.Gmel. – wierzbownica wzgórzowa
- Epilobium coloratum Biehler
- Epilobium confertifolium Hook.f.
- Epilobium confusum Hausskn.
- Epilobium conjungens Skottsb.
- Epilobium conspersum Hausskn.
- Epilobium crassum Hook.f.
- Epilobium cylindricum D.Don
- Epilobium davuricum Fisch. ex Hornem.
- Epilobium densifolium Hausskn.
- Epilobium denticulatum Ruiz & Pav.
- Epilobium detznerianum Schltr. ex Diels
- Epilobium dodonaei Vill.
- Epilobium duriaei J.Gay ex Godr.
- Epilobium fangii C.J.Chen, Hoch & P.H.Raven
- Epilobium fastigiatoramosum Nakai
- Epilobium fauriei H.Lév.
- Epilobium fleischeri Hochst. – wierzbownica Fleischera
- Epilobium foliosum (Torr. & A.Gray) Suksd.
- Epilobium forbesii Allan
- Epilobium fragile Sam.
- Epilobium frigidum Hausskn.
- Epilobium fugitivum P.H.Raven & Engelhorn
- Epilobium gemmascens C.A.Mey.
- Epilobium glabellum G.Forst.
- Epilobium glaberrimum Barbey
- Epilobium glaciale P.H.Raven
- Epilobium glaucum Phil.
- Epilobium gouldii P.H.Raven
- Epilobium gracilipes Kirk
- Epilobium griffithianum Hausskn.
- Epilobium gunnianum Hausskn.
- Epilobium halleanum Hausskn.
- Epilobium hectori Hausskn.
- Epilobium hirsutum L. – wierzbownica kosmata
- Epilobium hirtigerum A.Cunn.
- Epilobium hohuanense S.S.Ying
- Epilobium hooglandii P.H.Raven
- Epilobium hornemannii Rchb.
- Epilobium howellii Hoch
- Epilobium indicum Hausskn.
- Epilobium insulare Hausskn.
- Epilobium karsteniae Compton
- Epilobium kermodei P.H.Raven
- Epilobium keysseri Diels
- Epilobium kingdonii P.H.Raven
- Epilobium komarovianum H.Lév.
- Epilobium komarovii Ovcz.
- Epilobium korshinskyi Morozova
- Epilobium lactiflorum Hausskn.
- Epilobium ladakhianum T.K.Paul
- Epilobium lanceolatum Sebast. & Mauri – wierzbownica lancetowata
- Epilobium latifolium L.
- Epilobium laxum Royle
- Epilobium leiophyllum Hausskn.
- Epilobium leptocarpum Hausskn.
- Epilobium leptophyllum Raf.
- Epilobium lipschitzii Pachom.
- Epilobium luteum Pursh
- Epilobium macropus Hook.
- Epilobium madrense S.Watson
- Epilobium margaretiae Brockie
- Epilobium matthewsii Petrie
- Epilobium maysillesii Munz
- Epilobium melanocaulon Hook.
- Epilobium mexicanum Moc. & Sessé ex DC.
- Epilobium microphyllum A.Rich.
- Epilobium minutiflorum Hausskn.
- Epilobium minutum Lindl. ex Lehm.
- Epilobium mirabile Trel. ex Piper
- Epilobium montanum L. – wierzbownica górska
- Epilobium nankotaizanense Yamam.
- Epilobium nerterioides A.Cunn.
- Epilobium nevadense Munz
- Epilobium nivale Meyen
- Epilobium nivium Brandegee
- Epilobium nummularifolium R.Cunn. ex A.Cunn.
- Epilobium nutans F.W.Schmidt – wierzbownica zwieszona
- Epilobium obcordatum A.Gray
- Epilobium obscurum (Schreb.) Schreb. – wierzbownica rózgowata
- Epilobium oreganum Greene
- Epilobium oregonense Hausskn.
- Epilobium pallidiflorum Sol. ex A.Cunn.
- Epilobium palustre L. – wierzbownica błotna
- Epilobium pannosum Hausskn.
- Epilobium parviflorum Schreb. – wierzbownica drobnokwiatowa
- Epilobium pedicellare C.Presl
- Epilobium pedunculare A.Cunn.
- Epilobium pengii C.J.Chen, Hoch & P.H.Raven
- Epilobium pernitens Cockayne & Allan
- Epilobium petraeum Heenan
- Epilobium pictum Petrie
- Epilobium platystigmatosum C.B.Rob.
- Epilobium ponticum Hausskn.
- Epilobium porphyrium G.Simpson
- Epilobium prostratum Warb.
- Epilobium pseudorubescens A.K.Skvortsov
- Epilobium psilotum Maire & Sam.
- Epilobium pubens A.Rich.
- Epilobium puberulum Hook. & Arn.
- Epilobium purpuratum Hook.f.
- Epilobium pycnostachyum Hausskn.
- Epilobium pyrricholophum Franch. & Sav.
- Epilobium rechingeri P.H.Raven
- Epilobium rhynchospermum Hausskn.
- Epilobium rigidum Hausskn.
- Epilobium roseum (Schreb.) Schreb. – wierzbownica bladoróżowa
- Epilobium rostratum Cheeseman
- Epilobium rotundifolium G.Forst.
- Epilobium royleanum Hausskn.
- Epilobium salignum Hausskn.
- Epilobium sarmentaceum Hausskn.
- Epilobium saximontanum Hausskn.
- Epilobium semiamplexicaule H.J.Chowdhery & S.Singh
- Epilobium septentrionale (Keck) Bowman & Hoch
- Epilobium shiroumense Matsum. & Nakai
- Epilobium sikkimense Hausskn.
- Epilobium sinense H.Lév.
- Epilobium siskiyouense (Munz) Hoch & P.H.Raven
- Epilobium speciosum Decne.
- Epilobium spitianum H.J.Chowdhery & Murti
- Epilobium staintonii P.H.Raven
- Epilobium stereophyllum Fresen.
- Epilobium stevenii Boiss.
- Epilobium stracheyanum Hausskn.
- Epilobium strictum Muhl. ex Spreng.
- Epilobium subalgidum Hausskn.
- Epilobium subcoriaceum Hausskn.
- Epilobium subdentatum (Meyen) Lievens & Hoch
- Epilobium suffruticosum Nutt.
- Epilobium taiwanianum C.J.Chen, Hoch & P.H.Raven
- Epilobium tasmanicum Hausskn.
- Epilobium tetragonum L. – wierzbownica czworoboczna
- Epilobium thermophilum Paulsen
- Epilobium tianschanicum Pavlov
- Epilobium tibetanum Hausskn.
- Epilobium tonkinense H.Lév.
- Epilobium trichophyllum Hausskn.
- Epilobium turkestanicum Pazij & Vved.
- Epilobium vernonicum Snogerup
- Epilobium verticillatum W.X.Wang, W.Y.Guo & Y.S.Fu
- Epilobium wallichianum Hausskn.
- Epilobium wattianum Hausskn.
- Epilobium williamsii P.H.Raven
- Epilobium willisii P.H.Raven & Engelhorn
- Epilobium wilsonii Petrie

Mieszańce międzygatunkowe
- Epilobium × aggregatum Čelak.
- Epilobium × argillaceum Kitch.
- Epilobium × boissieri Hausskn.
- Epilobium × borbasianum Hausskn.
- Epilobium × brachiatum Čelak.
- Epilobium × brevipilum Hausskn.
- Epilobium × confine Hausskn.
- Epilobium × dacicum Borbás
- Epilobium × decipiens F.W.Schultz
- Epilobium × facchinii Hausm. ex Focke
- Epilobium × finitimum Hausskn.
- Epilobium × freynii Čelak.
- Epilobium × gemmiferum Boreau
- Epilobium × gerardii Rouy & E.G.Camus
- Epilobium × glanduligerum K.Knaf ex Čelak.
- Epilobium × grenieri Rouy & E.G.Camus
- Epilobium × haynaldianum Hausskn.
- Epilobium × heterocaulon Borbás
- Epilobium × huteri Borbás ex Hausskn.
- Epilobium × interjectum Smejkal
- Epilobium × intersitum Hausskn.
- Epilobium × jinshaense P.H.Raven & H.Li
- Epilobium × keredjense Bornm. & Gauba
- Epilobium × lamotteanum Hausskn.
- Epilobium × laschianum Hausskn.
- Epilobium × limosum Schur
- Epilobium × ludmilae Chemeris & A.A.Bobrov
- Epilobium × montaniforme K.Knaf ex Čelak.
- Epilobium × palatinum F.W.Schultz
- Epilobium × percollinum Simonk.
- Epilobium × persicinum Rchb.
- Epilobium × prionophylloides Hand.-Mazz.
- Epilobium × pseudotrigonum Borbás
- Epilobium × purpureum Fr.
- Epilobium × reedii H.Lév.
- Epilobium × rivulare Wahlenb.
- Epilobium × rubneri Domin
- Epilobium × schmidtianum Rostk.
- Epilobium × sericeum Bernh.
- Epilobium × simulatum Hausskn.
- Epilobium × treleasianum H. Lév.
- Epilobium × udicolum Hausskn.
- Epilobium × winkleri A.Kern.
- Epilobium × wisconsinense Ugent